# Бандитский Петербург. Фильм 7. Передел
«Бандитский Петербург. Фильм 7. Передел» — российский 12-серийный детективный телесериал. Премьера состоялась 14 ноября 2005 года на телеканале «Россия».
Снят по идее Андрея Константинова.

## В ролях
- Евгений Сидихин — Никита Никитич Кудасов, подполковник милиции, начальник 15-го отдела УБОП (все серии)
- Ян Цапник — журналист Игорь Николаевич Никифоров, коллега Серёгина (все серии)
- Мирослав Малич — оператор Филипп, сотрудник агентства Серёгина
- Александр Песков — предприниматель Владимир Дмитриевич Нефёдов, проживающий в Испании
- Анна Лутцева — Илона, подруга Нефёдова
- Станислав Концевич — Сергей Геннадьевич Максимов (убит людьми Нефёдова в 12 серии)
- Пётр Журавлёв (озвучивание: Аркадий Волгин) — генерал-майор ФСБ Сергей Сергеевич Журавский
- Артур Харитоненко — Геннадий Алексеевич, помощник Сергея Сергеевича
- Александр Романцов — банкир Николай Иванович Наумов (отравлен в 1 серии)
- Родион Столяров — отравитель Наумова
- Юрий Тарасов — капитан милиции, оперуполномоченный Вадим Резаков
- Дмитрий Гранкин — капитан милиции, оперуполномоченный Сергей Малышев
- Денис Васильев — оперуполномоченный Денис Прошин
- Юрий Ицков — вор в законе из Красноярска Валентин Иванович Лосев («Сохатый»)
- Сергей Кошонин — Степан Тимофеевич Бирюлёв («Стамеска»), приятель «Сохатого»
- Владимир Дюков (озвучивание: Артур Ваха) — генерал-майор милиции Владимир Иванович, начальник ГУВД по Санкт-Петербургу и Ленинградской области
- Олег Чернов — Константин Станиславович Ледогоров («Бабуин»), младший брат Валеры «Бабуина» (арестован в 12-й серии)
- Николай Чиндяйкин — предприниматель Юрий Михайлович Панкратов (убит в 10 серии)
- Алина Власова — Ирина Юрьевна Панкратова, старшая дочь Панкратова
- Михаил Разумовский — бывший оперуполномоченный Александр Андреевич Зверев, охранник Панкратова
- Андрей Сиганов — охранник Панкратова Калягин
- Георгий Траугот — предприниматель Анатолий Иваненко (убит людьми Гарика Львовского в 6 серии)
- Вадим Карев — Гарик Львовский, бандит, племянник Кости «Бабуина» (убит в 10 серии опером Малышевым)
- Вадим Гущин — бывший предприниматель Сергей Михайлович Кузьмин (убит приятелем «Паука» в 7 серии)
- Михаил Трясоруков — начальник зоны в Инте Никонов, где сидит Кузьмин
- Гали Абайдулов — заключённый Пауков («Паук»), организатор бунта в зоне, в которой находится Кузьмин (убит Никифоровым в 7 серии)
- Владимир Матвеев — Семён Семёнович Семёнов («Мюллер»), начальник службы безопасности Иваненко (убит Зверевым и Калягиным в 9 серии)
- Александр Баширов — «Терапевт», врач Иваненко (убит Зверевым и Калягиным в 9 серии)
- Евгений Ганелин — следователь прокуратуры Санкт-Петербурга Виктор Андреевич Горюнов
- Анатолий Уздерский — вор в законе Кирилл Петрович Якушев, экструдированный из США (отравлен в 9 серии)
- Анна Геллер — стюардесса Евгения Валерьевна, отравившая Якушева (арестована в 10-й серии)
- Станислав Мареев — монтажёр Николай Васин, приятель Филиппа
- Александр Дергапутский (озвучивание: Валерий Захарьев) — опытный сотрудник ФСБ
- Вячеслав Лавров — молодой сотрудник ФСБ
- Игорь Григорьев — Валерий Щербина, оперуполномоченный из Красноярска

## Съёмочная группа
- Автор сценария: Андрей Романов, Андрей Константинов (идея)
- Режиссёр-постановщик: Станислав Мареев
- Оператор-постановщик: Игорь Берсон
- Художник-постановщик: Игорь Тимошенко
- Композитор: Игорь Корнелюк

## Краткое содержание
С момента событий предыдущего сезона прошло десять лет. Разбогатевшие в период приватизации предприниматели, которые раньше не ладили с законом, легализовали свой бизнес и обрели уважение, вес в обществе, покой и стабильность. Казалось бы, время кровавых разборок навсегда ушло в прошлое. Некая западная фирма хочет снять фильм о самых успешных бизнесменах Петербурга. За исполнение заказа берется талантливый журналист Игорь Никифоров и его верный оператор Филипп. Он блестяще справляется с заданием и получает впечатляющий гонорар. Мало того, во время сбора материала Игорь знакомится с Ириной, дочерью одного из героев его фильма, влюбляется в неё, причем взаимно. Вот только вокруг этого фильма растет гора трупов. В переделку попадает и сам Никифоров.

### Первая серия
Под Петербургом, в загородном доме, опасаясь покушения, прячется банкир Николай Иванович Наумов. Журналист Игорь Никифоров получает предложение от господина Сергея Максимова, владельца западной фирмы снять фильм о самых известных бизнесменах Петербурга. Идея фильма — показать, как нормализуется деловой климат в городе. При этом Максимов предлагает уже утверждённый список бизнесменов, которые должны стать героями будущей ленты. Игорь соглашается. Оперативники узнают, что в город из Красноярска прибыл криминальный авторитет Лосев по кличке «Сохатый» для встречи с местным авторитетом Костей-Бабуином. Операм удаётся арестовать «Сохатого». Никите Кудасову, возглавляющему 15-й отдел по борьбе с криминальными авторитетами, предстоит разгадать, для чего «Сохатый» приехал в Питер. Наумова отравляют дыней…

### Вторая серия
Никифоров готовится к съёмкам фильма. В процессе сбора материала он выясняет, что самые успешные бизнесмены города в прошлом были очень известными бандитами. Игорь знакомится с обожающей его студенткой Ириной. Девушка ему симпатична, и он стремится проводить с ней больше времени. Однако известие об убийстве одного очень влиятельного человека (Наумова) заставляет Никифорова срочно изменить свои планы и отправиться на похороны. Именно там и начинаются съёмки его фильма.

### Третья серия
Первым героем фильма Никифорова становится судостроитель Панкратов, большой любитель лошадей и женской красоты. Но доверительного разговора с Панкратовым не вышло. Игорь пытается выяснить, имеет ли Панкратов отношение к смерти Наумова. Кудасов продолжает своё расследование по делу «Сохатого». Операм удаётся узнать имя и найти телефон сбежавшего преступника, для встречи с которым прибыл «Сохатый». Им оказывается Константин Ледогоров. Ирина, с которой у Никифорова завязался роман, оказывается старшей дочерью Панкратова.

### Четвёртая серия
Роман Никифорова с Ириной Панкратовой продолжает набирать обороты. Кудасов просит Никифорова снять в картине Константина Ледогорова. Никифоров не знает, пойдут ли на это заказчики, так как в предложенном ими списке Ледогорова нет. Сам Никифоров очень заинтересовался бизнесменом Нефёдовым, который живёт в Испании и занимается виноделием. Игорь собирается лететь к нему, чтобы взять интервью. По возвращении домой вместо Ирины Игорь застаёт у себя дома непрошенных гостей — Панкратова и его телохранителя. Панкратов откровенно говорит журналисту, что не доверит ему свою дочь. «Сохатому» удаётся встретиться с Ледогоровым. Они договариваются о совместной рискованной операции.

### Пятая серия
Никифоров едет в Испанию брать интервью у одного из героев фильма — миллионера Нефёдова. Во время морской прогулки съёмочную группу обстреливают с катера, закамуфлированного под полицейский. Следователю из группы Кудасова Резакову удаётся добыть материал на сидящего под арестом подручного «Сохатого», взятого вместе с ним на квартире. Задержанный рассказывает, зачем «Сохатый» приехал в Питер.

### Шестая серия
По просьбе Кудасова Никифоров включает в число героев своего фильма о криминальных авторитетах Бабуина-младшего. Тот из тщеславия соглашается. Сам Никифоров собирается посетить лагерь строгого режима, где мотает срок Кузьмин. Его в своё время «посадили» туда остальные герои фильма. Иваненко, у которого Никифоров уже взял интервью, погибает при загадочных обстоятельствах

### Седьмая серия
Никифоров приезжает в лагерь побеседовать с Кузьминым. По невероятному стечению обстоятельств именно в это время заключённые, недовольные условиями своего существования, готовят бунт. Поездка журналиста едва не оборачивается для него трагедией. Кудасов благополучно доставляет в Петербург из нью-йоркской тюрьмы Якушева. Во время бунта в лагере убивают петербургского уголовного авторитета Кузьмина, ради беседы с которым и приезжал в лагерь Никифоров. На выходе из аэропорта Никифорова захватывают двое из команды «Мюллера», который начал собственное расследование насчёт смерти Иваненко, и сделав укол, забрасывают в машину.

### Восьмая серия
На автостраде «попрыгунчики» «Мюллера» останавливаются, и Никифоров пытается сбежать, но мюллеровцы его ловят и снова забросив в машину, отвозят к «Доктору» — палачу и извергу. Зверев и Калягин спасают Игоря из мюллеровского бункера.

### Девятая серия
Кудасов приезжает из Америки. Зверев и Калягин, «повязав» «Доктора» привозят его в заброшенную квартиру и начинают допрашивать. Кудасов приходит к Ирине, у которой находится Никифоров и расспрашивает его. «Мюллеру» назначают стрелку для выяснения отношений. В перестрелке все мюллеровцы погибают. В камере умирает привезённый из Америки Якушев.

### Десятая серия
Кудасов догадывается, кто и когда мог отравить Якушева. Эту версию разрабатывает молодой опер Малышев. Малышеву удаётся выйти на след преступника. Однако это едва не стоило ему жизни. В результате таинственной ночной перестрелки Панкратов погибает.

### Одиннадцатая серия
Герои фильма Никифорова гибнут один за другим, а съёмочной группой журналиста заинтересовались сотрудники ФСБ. Этот внезапный интерес оборачивается предложением работать вместе. Внимание ФСБ приковано к экономическим процессам, которые начались одновременно со съёмками фильма Никифорова.

### Двенадцатая серия
Фильм Никифорова смонтирован. Журналист готов показать его Нефёдову, последнему из его героев, оставшемуся в живых. Этот просмотр преподносит бизнесмену неприятный сюрприз.